# Hans Ludvig Martensen
Hans Ludvig Martensen SJ (* 7. August 1927 in Kopenhagen; † 13. März 2012 ebenda) war ein dänischer Geistlicher und römisch-katholischer Bischof von Kopenhagen.

## Leben
Hans Ludvig Martensen trat 1945 der Ordensgemeinschaft der Jesuiten bei und empfing am 15. August 1956 in Vesterbro das Sakrament der Priesterweihe. Martensen studierte an der Päpstlichen Universität Gregoriana in Rom und wurde mit einer Arbeit über die Theologie Martin Luthers promoviert. Er galt als Experte für Luther. Darüber hinaus absolvierte er ein Studium in Religionswissenschaften und Dänisch.
Papst Paul VI. ernannte Martensen am 22. März 1965 zum Bischof von Kopenhagen. Mit 37 Jahren war er der damals jüngste Bischof des Landes. Sein Amtsvorgänger Johannes Theodor Suhr OSB, spendete ihm am 16. Mai 1965 die Bischofsweihe; Mitkonsekratoren waren John Willem Nicolaysen Gran OCSO, Bischof von Oslo, und Paul Verschuren SCI, Koadjutorbischof von Helsinki. An der letzten Sitzungsperiode des Zweiten Vatikanischen Konzils nahm er als Konzilsvater teil. Seinem Rücktrittsgesuch aus gesundheitlichen Gründen wurde von Johannes Paul II. am  22. März 1995 stattgegeben.
Martensen war langjähriges Mitglied des Päpstlichen Rates zur Förderung der Einheit der Christen. Er war Co-Vorsitzender des offiziellen Dialogs zwischen dem Lutherischen Weltbund und der römisch-katholischen Kirche. Darüber hinaus war er wesentlicher Initiator der Gemeinsamen Erklärung zur Rechtfertigungslehre in Augsburg 1999.
Hans Ludvig Martensen gilt als Wegbereiter der römisch-katholischen Kirche in Dänemark in der lutherisch geprägten Gesellschaft. Für sein Wirken wurde er mit Ehrendoktorwürden der Loyola University Chicago (1969), der Universität Bonn (1984) und der Universität Kopenhagen (1993) geehrt. 1993 wurde er zudem zum Honorarprofessor der Theologie an der Universität Kopenhagen ernannt. 1994 erfolgte die Ernennung zum Ritter 1. Klasse im Dannebrogorden.

## Werke (Auswahl)
- Dåb og kristenliv („Die Taufe und das christliche Leben“)
- Dåb og gudstro („Taufe und den Glauben an Gott“)
- Martin Luther – Jesu Kristi Vidne („Martin Luther – Zeuge Jesu Christi“).